# 유지연 (1979년)
유지연(1979년 9월 18일 ~ )은 대한민국의 배우이다.

## 학력
- 정의여자고등학교 (졸업)
- 서울예술대학 연극과 전문학사 (졸업)

## 출연작

### 영화
- 《테우리》 (2020년) - 복순 역
- 《감쪽같은 그녀》 (2019년) - 경숙 모 역
- 《오만》 (2019년) - 유지영 역
- 《더 펜션》 (2018년) - 미연 역
- 《챔피언》 (2018년) - 동대문 왕언니 역(우정출연)
- 《채비》 (2017년) - 학부형 2 역
- 《범죄도시》 (2017년) - 안혜경 역
- 《무뢰한》 (2015년) - 황충남애인 역
- 《가시》 (2014년) - 처형 역
- 《찌라시 : 위험한 소문》 (2014년) - 오본석여직원 역
- 《톱스타》 (2013년) - 이변호사 역
- 《공범》 (2013년) - 영화 속 엄마 역
- 《마이 라띠마》 (2013년) - 편의점 점원2 역
- 《바코드맘》 (2010년) - 혜영 역
- 《내 깡패 같은 애인》 (2010년) - 면접 안내 역
- 《내 사랑 내 곁에》 (2009년) - 수간호사 역
- 《핸드폰》 (2009년) - 기지국 직원 역
- 《추격자》 (2008년) - 희정 역
- 《아빠가 딸에게 처음 운전대를 맡긴 날》 (2007년) - 딸 목소리 역
- 《궁녀》 (2007년) - 수랏간 궁녀 1 역
- 《내 생애 최악의 남자》 (2007년) - 관현악단 2 역
- 《검은 집》 (2007년) - 보험회사 창구 여직원 역
- 《그놈 목소리》 (2007년) - 국과수요원 역
- 《너는 내 운명》 (2005년) - 수협직원 여 역

### 드라마
- 《여행을 대신해 드립니다》 (2025년, 채널A) - 양선아 역
- 《연인》 (2023년, MBC) - 화유 역
- 《이로운 사기》 (2023년, tvN) - 김보라 역
- 《모범택시 2》 (2023년, SBS) - 양 사모 (홍미경) 역
- 《닥터 로이어》 (2022년, MBC) - 최정원 역
- 《해피니스》 (2021년, tvN) - 한태석의 아내 역
- 《루갈》 (2020년, OCN) - 장미주 역
- 《보이스 3》 (2019년, OCN) - 표은미 역
- 《KBS 드라마 스페셜 - 스카우팅 리포트》 (2019년, KBS2) - 김진숙 역
- 《악마가 너의 이름을 부를 때》 (2019년, tvN) - 강과장 부인 역
- 《내사랑 치유기》 (2018년, MBC) - 연지은 역
- 《라이프 온 마스》 (2018년, OCN) - 김미연 역
- 《아르곤》 (2017년, tvN) - 경찰 역
- 《이름 없는 여자》 (2017년, KBS2)
- 《사임당, 빛의 일기》 (2017년, SBS)
- 《딱 너 같은 딸》 (2015년, MBC)
- 《귀신 보는 형사 처용》 (2014년, OCN) - 수진 역
- 《앙큼한 돌싱녀》 (2014년, MBC) - 호텔 면접자 역
- 《마마》 (2014년, MBC)

### 연극
- 《유리가면》 (2001년)
- 《회상》 (2001년)
- 《월미도 살인사건》 (2002년)
- 《TV동화 행복한세상》 (2002년)
- 《깡통시장블루스》 (2003년)
- 《세자매 - 체홉 4대 장막전 중》 (2004년)
- 《라이어 그후 20년》 (2005년)
- 《라이어》 (2005년)
- 《결혼전야》 (2006년)
- 《튀어》 (2007년)
- 《라이어 1탄》 (2008년)
- 《라이어 1탄》 (2010년)
- 《라이어 1탄 - 진주》 (2011년)
- 《라이어 3탄 - 전주》 (2011년)
- 《라이어 3탄 - 튀어》 (2011년)
- 《라이어 3탄 - 진주》 (2012년)
- 《난중일기에는 없다》 (2013년)
- 《라이어 1탄 - 화성》 (2013년)
- 《우리 노래방가서 얘기 좀 할까 토크 콘서트》 (2014년)
- 《우리 노래방가서 얘기 좀 할까》 (2014년)